# アラ・カチュー

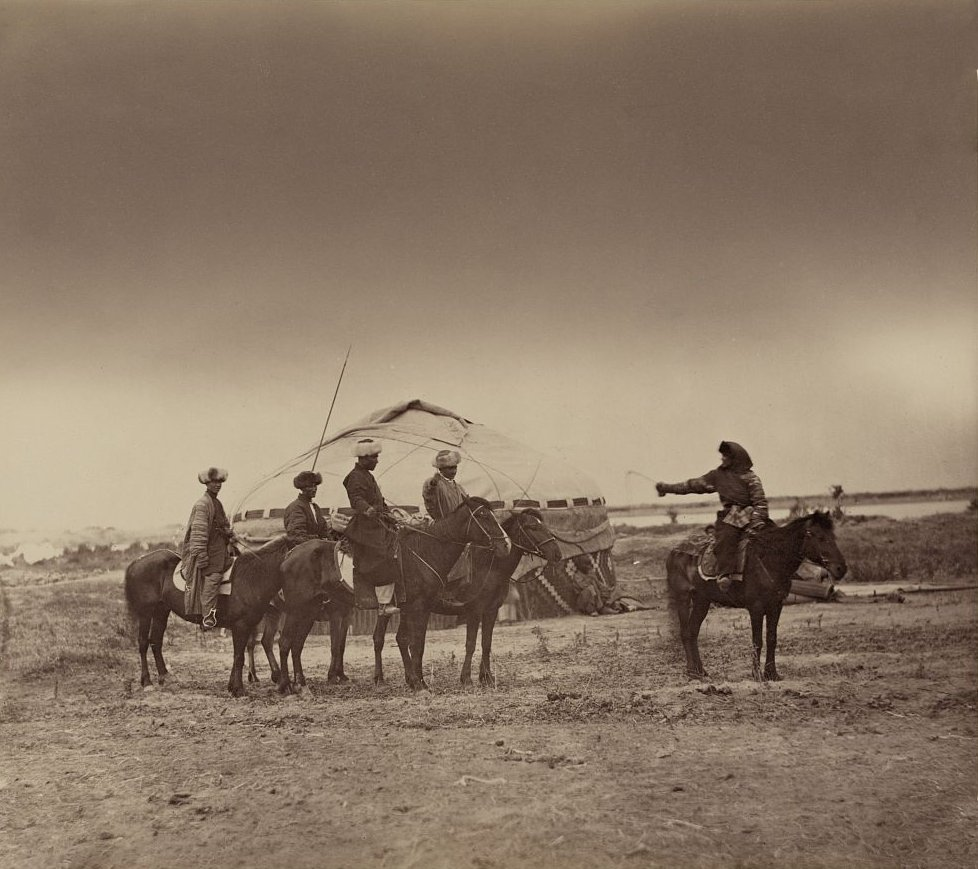
1871年から1872年、キルギスの大草原にて、四人の馬に乗った男性が写真の一番右にいる女性を誘拐せんと準備している。

アラ・カチュー（キルギス語: Ала качуу）とは、キルギスなど中央アジアのいくつかの国で行われている婚姻の形で、誘拐婚の一種。キルギス語で「掴んで逃げる（grab and run）」の意。研究者であるクラインバック、アブレゾバ（Ablezova）、アイティエヴァ（Aitieva）の論文によると言葉の定義は広い。元々は古代の合意のある穏やかな結婚、もしくは半伝説的な駆け落ちを指す言葉だった。20世紀以降は、合意のあるアラ・カチュー（駆け落ち）と、合意のないアラ・カチューが存在する。2005年に行われた婚姻の3分の1以上が合意のないアラ・カチューによると見られ、2008年から2011年にかけての調査では半数前後を占める地域もある。合意のない形態では、若い男性が友人たちと共に女性を説得し、あるいは力ずくで誘拐し、親族の待つ家まで連れていく。求婚された女性は結婚を承諾するまで、男性の親族である女性たちに部屋に閉じ込められ、説得され続ける。その過程で女性が一晩監禁されたり性的暴行を受けることもある。国民の75%がイスラム教徒であるキルギスでは、処女性は婚姻の際に重視される。そのため、断れば女性はその後結婚できなくなることが多い。アラ・カチューはソ連時代の1928年に法律で禁止され、1991年のキルギス独立後も、1994年に違法と制定された。それにもかかわらず、警察も裁判官も黙認している。そのため依然としてアラ・カチューは続けられ、国際的にも大きな人権問題として取り上げられている。クラインバックらは適切な教育の徹底を訴えている。

## 概要
地方を中心に、首都ビシュケクでも行われている。キルギスではソ連の崩壊後、反米主義とそこから来る伝統回帰を求める動きが活発になっている。フィラデルフィア大学（後にトーマス・ジェファーソン大学に吸収合併）の名誉教授であるラッセル・クラインバックおよび誘拐婚撲滅を目指すNGO設立者のGazbubu Babaiarovaによると、2013年の時点で、アラ・カチューは過去半世紀以上にわたってキルギス国内で増加傾向にある。その方法は年々合意を得ないものとなっており、時には性的暴行を含むきわめて暴力的なものに変異しているという。
クラインバックは、既婚女性の35-45%がアラ・カチューによる結婚を強いられていると推定している。また、68-75%のキルギス国内での結婚は誘拐婚によるものだと、Babaiarovaは主張している。しかし、本来イスラム教では、女性の合意がない結婚は認められていない。
8割の女性は誘拐された後その家にそのまま嫁ぐ。少なくとも三分の一の既婚女性が自分の意志に反して誘拐されている。
2011年の "The Advocates for Human Rights" による調査結果では、アラ・カチューが以後さらに増加する可能性が指摘された。その正確な数については分かっていない。
クラインバックおよびBabaiarovaは、法の厳罰化を否定はしないまでも、国民の教育を徹底することの重要性を唱えている。両者が2013年時点でのアラ・カチューの重要な特徴として指摘するのは、以下の2点である。一つ目に、キルギスでは、アラ・カチューによる結婚が男らしいとして好ましく思う男性も一部に存在するものの、一方でアラ・カチュー以外の結婚方法が特に忌避されている訳ではないこと。二つ目に、キルギスでは、法律や宗教よりも伝統を尊重する傾向があり、伝統的な英雄叙事詩『マナス』にアラ・カチューの根拠があると誤解されていることが挙げられる。
一つ目の特徴から以下の点を指摘して教育を施し、アラ・カチューの問題点を数値で具体化して、通常の結婚方法の魅力を相対的に上昇させることが効果的とクラインバックとBabaiarovaは述べている。
- アラ・カチューを強引な結婚が勇気のない行動だと指摘すること。これは実行した男性のうち3割近くは、女性からの交際拒否への恐怖が原因であるため。
- 9割近い女性はアラ・カチューによる結婚を望んでいないこと
- イスラム法であるシャリーアを利用すればアラ・カチューに頼らずとも結婚費用を抑えられること

また二つ目の問題に対しては、合意のないアラ・カチューはキルギス本来の伝統に反する行為であると実証的に示し、キルギス人の伝統を尊重する精神に訴えかけることが効果的だとした。このような教育プログラムを、農村部の10か村および都市部のカラコルで1年間試験的に実施したところ、その地域の婚姻全体における合意のないアラ・カチューの割合を約1/2から約1/4にまで減らすことができたという。

## 歴史

### 伝説時代

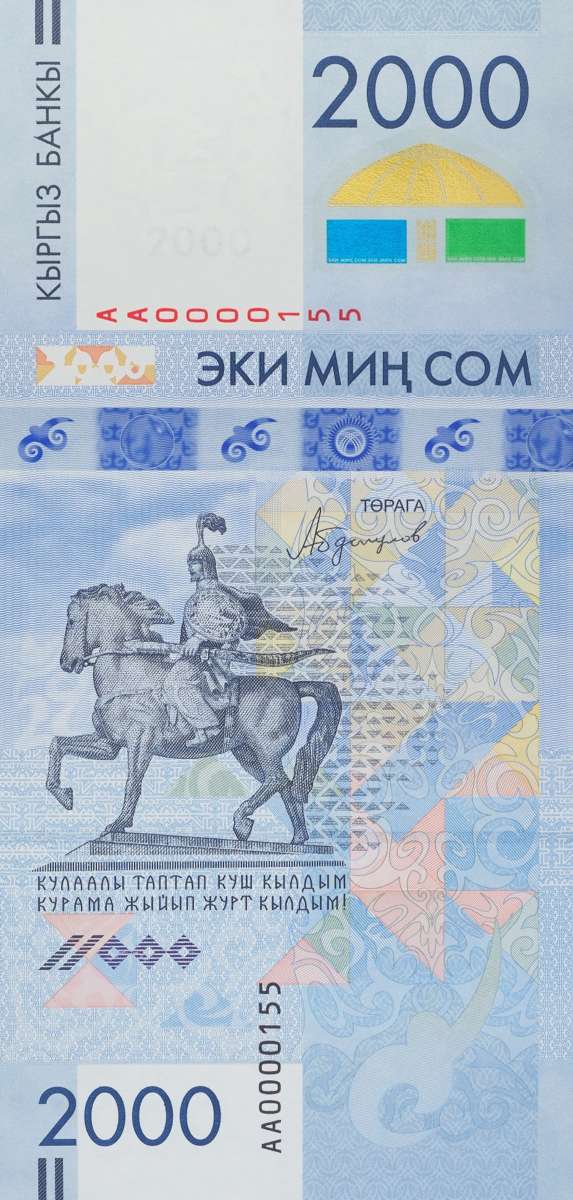
2000キルギス・ソム紙幣に描かれるマナス

研究者であるトゥルスーノフ（Toursunof）及びアブディルダエヴァ（Abdyldaeva）によると、アラ・カチューは元々古代キルギスに見られた、敵の一掃と部族繁栄のために他の部族から結婚できる女性をさらうという慣習を意味した。この慣習では女性は合意の上で婚約者の元に連れていかれ、望めば離婚もできた。研究者のアブラムゾン（Abramzon）は合意のない誘拐はそういった慣習とは異なったものと指摘している。クラインバックはもし暴力的な誘拐婚が本当に風習として存在するのであれば、叙事詩として語り継がれる英雄マナスの叙事詩に記載があるはずだとするが、その記述は見られないとクラインバックは指摘している。
マナスチ（英雄叙事詩『マナス』の伝承者）の一人であるTalantaaly Bakchievによれば、アラ・カチューの伝説は、『マナス』ではなく、17世紀から18世紀ごろの民話にある悲恋譚に遡ることができるという。昔々、イシク・クル湖への途上にあるボーム峡谷の辺りに、Kiz-Kuioo（「少女―夫」）という地があった。そこに、深く愛し合う若い恋人同士がいた。二人は親から結婚を反対されたために、少年はクゥズ・アラ・カチュー（kyz-ala-kachuu）＝「少女を掴んで逃げる」、つまり少女と駆け落ちした。そして、二人はボーム峡谷から身投げして心中してしまったのだという。「掴む」という語が用いられたのは、少女から少年への合意がなかった訳ではなく、ソ連時代以前の思想では女性は家の所有物と考えられた（少年はその思想に挑戦した）ためである。この伝承は「ブームジョージ」として知られ、Bakchievはこの伝説で示されるように、アラ・カチューは合意のある形態（事実上の駆け落ち）が本来の語義であると主張している。社会学・文化人類学研究者のクラインバックらによれば、ソ連時代以前アラ・カチューはほとんど行われることがなかったと述べている。前述の通り半ば伝説的なものであり、氏族間の抗争にも発展しかねない重大事だったことが理由とされている。

### ソビエト連邦時代
この風習が広がったきっかけには諸説あり、12世紀にイスラム教が伝わったことや、民族間で馬や女性を奪い合う文化に基づいて生まれたとする指摘もある。クラインバックの指摘によると、この風習が生まれたのはソ連時代に入り、遊牧から定住に生活が大きく変化したことがきっかけである。それまで見合い結婚がキルギスでは主流だった。当時の誘拐婚は親の決めた結婚に反対し、駆け落ちするためのものであった。しかしソ連の時代に遊牧生活から定住生活に変化し、男女平等の考え方が広がった結果、自由恋愛によって自分で結婚相手を選びたいと考える人々が増えた。その際、過去に行われた駆け落ちが曲解されて伝わっているケースが指摘されている。この風習の大本は、旧ソ連の内コーカサスに伝わる土着のものである。
ソ連時代、アラ・カチューは「慣習に基づく犯罪」の一つとして違法と定められた。すなわち、ソ連の主たる構成国であるロシア・ソビエト連邦社会主義共和国は、1928年4月、同国犯罪法への特別附則第10章として、「部族体制の慣習に該当する犯罪」（ロシア語: Преступления, составляющие пережитки родового быта）を制定し、「血の報復」をはじめ、非ヨーロッパ系の諸部族の伝統文化の多くを犯罪と見なし、これらを禁じた。同附則には、伝統文化における女性の低い地位に対処するための法も包括的に含まれており、花嫁代償・児童婚・強制結婚・誘拐婚・強姦・複婚・レビラト婚などが違法とされた。誘拐婚は2年以下の拘禁刑だった。1991年にキルギスがソ連から独立した後も、同国の犯罪法では違法とされ、7年以下の拘禁刑と定められた。

### 独立後
しかし、1991年のソ連からの独立をきっかけとして、急激にアラ・カチューは広がった。その主な理由の一つとして、研究者のロリ・ハンドラハン（L. M. Handrahan）は、ソ連体制下では抑圧されたキルギス文化のアイデンティティの象徴の一つとして、アラ・カチューが好意的に受け止められたことを挙げている。実際には誘拐婚はキルギス特有の文化ではなかったが、70年間続いたソ連による統治とロシア化政策によって、国家のアイデンティティが劇的に混乱していたのであるという。
2001年には国会でキルギスにおける男女の平等が受託され、2003年には大統領の署名も得ている。特に農村部では女性が就学年齢である16歳から被害に遭うことが多い。そのため、2011年に可決した女性の婚姻年齢を引き上げる法案はアラ・カチューから保護するために作られた。また、アラ・カチューを原因とする生活難によって2人の女性が自殺した後、改善を要求する声が両親たちから上がった。2013年1月の法改正で、女性の誘拐による拘禁刑が3-7年だったものが5-10年と罰則が強化された。2013年現在はキルギスの民法154条「17歳未満の人間の事実婚の強要」（キルギス語: 154-статья. Он жети жашка толо элек адамды иш жүзүндө никелик мамилелерге өтүүгө мажбурлоо）並びに155条「女性への結婚の強要、誘拐婚、結婚の防止」（キルギス語: 155-статья. Аялды никеге турууга мажбурлоо, никеге туруу үчүн аны ала качуу же анын никеге турушуна тоскоолдук кылуу）に触れるとされる。2016年には18歳未満の女性の結婚を地元の宗教指導者であるイマームが認めることを有罪とする法改正が行われた。この法案は2012年にもキルギス国会に提出されていたがその際は否決されており、違法だが黙認されている重婚が取り締まられる可能性の危惧とジャーナリストのクリス・リックルトンは分析している。2018年5月には誘拐婚の被害者が誘拐犯によって警察署内で刺殺される事件が発生し、警察署内で20人以上が職務怠慢による処分対象となった他、6月6日にはビシュケクにて学生を含む1,000人以上による誘拐婚への抗議のデモが行われた。この事件の被告は殺人および結婚目的の誘拐により禁固20年の有罪判決が下され、それを幇助した人物にも禁固7年の刑が下された。国際連合児童基金によると2014年から2018年には147件が国を問わず報告されたが、2019年の前期6ヶ月で118件が新たに報告されている。
2021年4月5日に誘拐殺人事件が発生した。誘拐に使用された車の情報が判明していたにもかかわらず、誘拐された女性が車内に遺体で発見され、加害者の男性も死亡した。これにより、首都の内務省前には500人ほどの人の集まるデモが行われた。

## 件数と地域
キルギス政府は統計を取っておらず、アラ・カチューの被害者の正確な総数は不明である。アメリカ大学中央アジアの調査によれば、ある村の既婚女性のうち、16-25歳では63%、36-56歳では47%、76歳以上では27%が同意なしに誘拐されたものだったという。同調査では、既婚のキルギス人女性の約35-40%が強制的に結婚させられていたことが分かったとしている。毎年の被害者数は、1万人、あるいは1万5000と推計されている。いくつかの報告では、キルギスでは1日当たり32件のアラ・カチューと6件のレイプが発生している。被害者のほとんどは25歳未満の少女であり、未成年者の場合もある。国連によれば、24歳未満のキルギス人女性の13.8%は意思に反して結婚させられているという。一方、クラインバックは、2005年以降の法改正や教育によって、2019年までにアラ・カチューは若干減少していると述べている。
キルギスの統計委員会によると、農村部では都市部のほぼ2倍の頻度でアラ・カチューが発生している。元はキルギスの地方における風習であったが、2013年に撮影されたViceのドキュメンタリーによると2007年に公開された映画『盗まれた花嫁』の影響で、都市でも増加している。また両親に婚姻を反対された恋人が駆け落ちする話は、キルギス内でテレビドラマや映画の題材にされている。一方で首都ビシュケクでも行われていることを知る人間は少ないとされる。キルギス以外では、カザフスタンでも行われたケースが確認されている。

## プロセス
1.花婿の家庭で結婚式の準備を行う
Viceのドキュメンタリーによると、花嫁のいない状態で料理や誘拐の手順などの準備を行う。誘拐は花婿を含む複数で行われる。誘拐の前に親族からの祝福を受け、彼らは花嫁の誘拐に乗り出す。これは女性が積極的に結婚に合意を示すことが風習として好ましくないものと考えられるなどの理由が挙げられる。花嫁が情報を入手したために逃亡することもあるため、短期間で計画を練ることが多い。対象となる女性には、結婚不可とされる年齢の女性も含まれる。また、花嫁として選ばれる女性は、まったく見ず知らずの赤の他人である場合もある。様々な調査により、アラ・カチューに遭った女性のうち22-35%は、誘拐してきた相手のことを知らなかったという。また、男性が誘拐する予定の女性を変えることもある。
2.花婿とその仲間が花嫁をさらう
花婿と花嫁の関係は大きく2パターンに分かれる。一つは花婿と花嫁が互いに知り合いである場合で、もう一つは花婿のみが花嫁を知っているケースである。どちらの場合にも諸々の理由により、アラ・カチューは発生しうる。女性が一人で歩いている時や家にいる時を狙って、花婿たちは誘拐を起こす。Viceのドキュメンタリーでは花嫁の友人が誘拐の助けに入っている。誘拐を実行する花婿たちは、たいていが男性のグループであり、酒に酔った状態で誘拐を行う。ここでは知り合い同士であっても女性が逃げようとするケースが多い。この時点で結婚を拒む女性は泣き叫び、抵抗するが押さえつけられる。花婿側は涙は幸せな結婚になる予兆として考えている。暴力によって連れ去られる場合のほか、騙されて花婿の家に誘い込まれることもある。警察や裁判官は家庭内の問題であるとして、関わりを持とうとしないことが多い。また、中には女性の合意を得て連れ去る男性もいる（後述）。なお、この際、誘拐された女性があくまでも結婚を拒否し続けた場合、家に帰さなくてはならないという暗黙のルールが存在する。需要の関係で外国の旅行者などが誘拐される可能性はないとジャーナリストの林典子は主張している。2019年12月にカザフスタンのアルスにて発生したアラ・カチューでは、誘拐した瞬間がInstagramに掲載されるなど、ソーシャルネットワーキングサービスの普及によって事件が明らかとなるケースもある。
3.花婿の家庭の女性が花嫁に結婚を迫る
花婿たちが女性を誘拐すると、今度は彼女を自分の家に連れて帰る。そこで今度は花婿の親族の女性たちがコショゴと呼ばれる幕のほうに連れていき、花嫁となる女性を囲って捕え、ジュールクという白いスカーフを被せる。これを被った女性は婚約者がいると認識されるため、結婚を了承したと認識される。Viceのドキュメンタリーによるとここで結婚を拒む女性は数時間から数日に渡って抵抗する。その間、女性には心理的なプレッシャーがかけられる。中には、呪いが用いられることもあり、迷信が蔓延る土地柄、有効な脅しになっている。例えば、最年長の女性が玄関に横たわり、それを踏み越えると呪われるという迷信を利用して、出ていくのを防ぐこともある。女性がスカーフを被せられると結婚が成立したと認識され、花婿の家族として花嫁が迎えられる。ここで84%もの女性が結婚を承諾するとされている。女性はレイプされることもある。また、一晩監禁されると、その後は処女性が疑われることで他の男性との結婚が難しくなるという事情から、結婚の承諾を余儀なくされてしまう傾向にある。連れ去られる前にすでに処女でないことが判明した場合には、そのまま親元に返されることもある。
4.花婿の家族が花嫁の家族に結婚の事後承諾を得る
盗人として花嫁を盗んだ場合、Viceのドキュメンタリーによると一度実家の了承を得るケースと、そうでないケースがある。多くの女性の家庭では花嫁を家族が引き取ることがない。これはキルギスではすでにアラ・カチューが風習として染みつき、結果娘が穢れたものとされると後の結婚相手を得ることができず、村八分にされるからである。Viceのドキュメンタリーによると、たとえ取り返したとしても、親戚や周囲の人間に風習を理由に娘を元に戻すよう言われ、結婚してしまうケースもある。Viceのドキュメンタリーで研究者のクラインバックが語ったところによると、アラ・カチューによる結婚では、女性が嫁ぎ先に酷使されることが多く、また離婚率も高いため、こうした結果、実家にも婚ぎ先にも居場所がなくなり、売春に走るケースもあるという<refVice 2013, 該当時間: 06:54</ref>。場合によっては花婿の家族が償いとして、花嫁の家族に仔牛や羊、酒や菓子などの贈り物が贈られることがある。
5.正式な結婚の手順を行い、夫婦になる
Viceのドキュメンタリーでは法律的な権限はないものの、ニカという結婚式を行い、その中でイスラムの聖職者であるイマームの認可を得る。それにより結婚は正当なものと認識される。その後お祝いと初夜を経て二人は夫婦となる。この際酒や料理が振る舞われ、夫婦が一晩過ごした後のシーツが女性の純潔を示すものとして外に晒される。Viceのドキュメンタリーによると花嫁は花婿の一族に認められる必要があるため、労働に駆り出される。

## 行われる理由

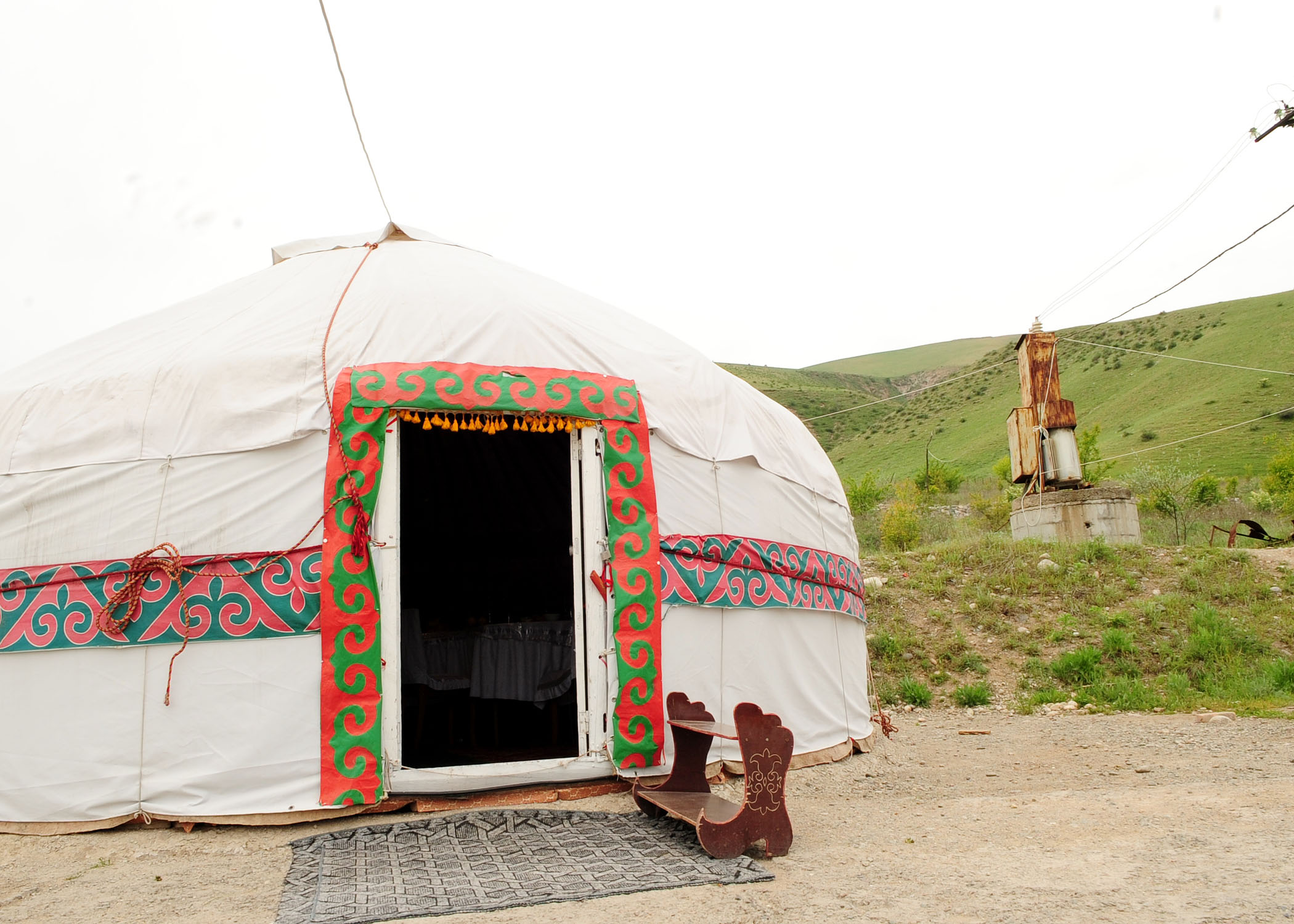
キルギスの伝統的な移動式テントであるユルト。この中でニカが執り行われる。

### 社会的要因
貧困による結婚の資金難
正当な結婚には金が掛かるため、貧しい人々は結婚することができない。研究者のクラインバックや活動家のBabaiarovaによると、農村部では、女性を労働力として家庭に入れるために、合意のないアラ・カチューが行われることがあるという。『ニューヨーク・タイムズ』によると、普通の婚姻では大体牛一頭および800ドル程の金銭的負担を強いられるため、その費用の削減として、アラ・カチューを行う男性もいる。キルギス全体の平均年収は2010年の時点で平均2150ドルであり、さらに経済的に停滞している南部だとその半額以下となるため、その金額を用意することは難しい。1999年の国際労働機関の調査によると、人口の55.3%が貧困と呼べる状態にあり、さらに地方ではその割合が80%にまで上昇する。なお、この高額な正規の婚姻費用は、イスラム法ではなく、キルギス文化に基づくものである。イスラム法であるシャリーアによれば、家庭の経済状況に応じて婚姻費用を減らすことが可能であるため、クラインバックおよびBabaiarovによれば、国民への適切な教育と説得さえあれば、キルギス人の古来からの文化と宗教を保ったまま、アラ・カチューに頼らずとも貧困に対応することができるという。
女性の権利の低さ
旧ソ連より以前の時代から、この地域の女性に求められたものは性的、及び社会的役割である子供の出産と育成、そして夫への服従であり、元々女性の地位が極端に男性のそれより低かった。前述の通り2013年1月の法改正で、女性の誘拐による拘禁刑が3-7年だったものが5-10年に変わり、羊の窃盗と同等の刑罰を受けるようになった。それまで女性の価値は羊よりも軽いものと判断されていた。これらのことは、女性の地位が男性のそれよりも著しく低いことを示しており、アラ・カチューの広まる一つの要因となっている。キルギスでの性差は、2013年の法案にも反映されるなど、現代でも男性優位は変わらない。一方で前述のプロセスにも記載がある通り、花嫁の説得には女性の力が必要とされるとして、単純な男尊女卑だけではないとする考えをジャーナリストの林は主張している。
社会的抑圧
社会的抑圧は男女両方に適用される。女性の場合は年配の人々から、伝統としてアラ・カチューによる結婚を望まれることが多い。男性は金銭的問題及び一定の年齢で結婚することを家族から望まれることが多い。また、男性の一部には、アラ・カチューによる結婚を、男性らしさの象徴と見なす者も存在する。ただし、アラ・カチューによらない結婚が、男性らしくないと見なされている訳ではない。また、キルギスでは年配の女性を敬う風習があるとされ、その中でアラ・カチューを望まれることがある。これにより、女性が結婚を断れずに受けるということがある。実際に女性が被害に遭遇した後、狭すぎるコミュニティが原因となり、女性が風評被害を被りそれが村中に広がることもあるという。
外部からの抑圧に対する反発
キルギスは元来部族や氏族の繋がりが強く、また伝統的なウズベク族との対立から、キルギスへの帰属意識も強い。『ガーディアン』によると、この慣習がソビエトの支配への抵抗、そして国家のアイデンティティのシンボルとして捉えられていることが指摘されている。
モータリゼーション
1960年から1970年頃に発生したキルギスでの自動車の普及により、複数人で女性を車に押し込めて誘拐する手口となったことが、ジャーナリストの林により指摘されている。
結婚の事実までの過程
国連開発計画キルギス共和国事務所の二瓶直樹はイスラム教の慣習で宗教指導者による認可が誘拐婚を誘発しているとし、同事務所は2016年に施行された法律の起草を支援したと述べている。

### 個人的要因
成立の容易さ
前述の資金面とも繋がるが、求婚より誘拐婚の方が結婚できる可能性が高い。
他の誘拐婚の防止
Viceのドキュメンタリーによると国内で都心部でも誘拐婚が増加していることや、また知らない人間に恋人が取られるケースも存在する。

### 第三者の認識
国家機関による暗黙の容認
前述の通り、周囲の人間や国家警察である警察官、裁判官ですら、この風習を止めることは限られている。警察に関しては2010年キルギス騒乱などに見られるように、キルギスの政権の不安定さや、警察機構の麻痺など、政府のシステム自体にも問題がある。国際連合開発計画（UNDP）のジェンダー・コーディネーターであるウムタイ・ドレトワは、2017年のUNDPによる調査では誘拐婚に関する刑事事件のおよそ70％が曖昧な扱いとされていることを述べている。
社会の認識
キルギスでは本来、暴力的な誘拐婚は伝統ではない。しかしこの事実が年齢が下るにつれて認識が薄くなり、その結果暴力的な誘拐婚が伝統であると誤認されていることが指摘されている。また国内の知識人の中でも意見は割れている。例えば教員の中には、この風習を実行しようと計画する人もいる。林の取材したケースの一つは、誘拐した側が高校の歴史教師で、生徒の模範となるべく葛藤があったことも記されている。
NGOの対応の問題
現地のNGOでさえ、救援の要請があったとしても経済的なものなど適当な理由を付けて救助を拒んだりと、必要な時に機能しないケースもある。

## 弊害
離婚
Viceのドキュメンタリーによると生活の変化に耐えきれず、結婚生活が破綻するケースも多い。場合によっては結婚そのものが拒否されたり、殺人事件を引き起こすこともある。
女性のレイプ被害
ビシュケクに本部を置く女性組織によると、年間11,800人が誘拐され、うち2,000人がレイプ被害に遭っていると報告されている。
家庭内暴力
ヒューマン・ライツ・ウォッチの調査によると女性は結婚前とその後多大な暴力被害を受けるとされている。
自殺
誘拐婚の数か月後に2人の女性が自殺してしまったことから、アラ・カチューが中央アジアの国で批判されることとなった。しかし、結婚ができない場合、男性も社会的に認められないことが原因で自殺してしまうケースも存在する。2013年ごろに合意のないアラ・カチューを3回行ったある男性は、すべての女性から拒絶されたことを恥じて、自殺したという。
経済の停滞
大学で学び、やがて社会で働こうとする女性にとっては、アラ・カチューでの結婚により、教育を続けて受けることが難しくなる。これは個人の問題だけでなく、社会としても労働者が減るため、経済の停滞の原因となる。これを示唆する事実として、成人女性の識字率が99%であるにもかかわらず、女性の就労率が55%となっている。
社会的孤立
女性がこの結婚を拒否した結果、処女性が失われたにもかかわらず戻った（と誤解された）という理由により、周囲から受け入れられなかった事例がある。2007年8月、ジャララバード州バザール・コルゴン地区のある村に住んでいた17歳の女性は、合意のないアラ・カチューで誘拐されたとき、自分は処女ではないと嘘をついて、誘拐犯の家から脱出することに成功した。しかし、処女ではないという噂が村中に広まり、女性の祖母もその噂を信じて、孫に対し呪いを掛け一日中罵倒するようになった。親戚一同からも白眼視された。女性はこれを苦にして自殺してしまったという。
法的保護からの除外
アラ・カチューによって結婚した女性やその後生まれた子供は、法の保護から外れる。これはアラ・カチュー自体が違法行為であるため、多くの場合役所に対して婚姻届けが提出されないことが原因である。その結果夫婦が婚姻状態でなくなったとしても、女性が男性に対して慰謝料や保障を求めることができない。

## 批判
キルギス内部
近年の暴力的なアラ・カチューは伝統ではないとする批判もある。またキルギス内でもこの風習を根絶させようとする動きがみられる。
諸外国の反応
西洋諸国や女性団体からは女性の人権侵害であるとして批判されている。日本では複数のテレビ番組で取り上げられた。しかしテレビではセンセーショナルな話題ばかりにスポットライトが当てられ、問題の複雑さや難解さに焦点が当てられないといった指摘がある。金沢大学法学類教授の仲正昌樹は、『NEWSポストセブン』の取材にて完全な人権侵害とするには中途半端な印象があり、抑制的な一面があることを指摘している。
2018年5月31日に国際連合はアラ・カチューがキルギスの文化ではなく弱い人々への権利の侵害だとする声明を出した。また24歳未満の女性の13.8%が被害に遭ったと指摘し、根絶するようキルギスに求めた。

## 駆け落ちとしてのアラ・カチュー
これまで上記ではいわゆる犯罪に当たる誘拐婚に焦点を当ててきたが、一方でアラ・カチューには両者の合意の上での駆け落ちとしての側面も存在する。かつて許嫁と結婚することが一般的だった際に、恋人同士で合意の元に駆け落ちすることも、アラ・カチューと呼ばれた。あらかじめ結婚に同意の上で女性が男性の家に入ったのちに、女性の親への報告がなされる結婚も、誘拐結婚と呼ばれる場合もある。これが行われる理由に以下のものが挙げられる。
保守的な家庭環境によるお見合い結婚の回避
キルギスの保守的な家庭は親が娘の意思を尊重せずに結婚相手を決めてしまうことがある。これに対して女性はその婚約を破棄し、かつ親との衝突を避けるために恋人に誘拐結婚を持ち掛けることがある。
婚礼前の儀式でのコストの削減
若いカップルの間で見られ、儀式にかかる多額の費用の回避のために誘拐結婚を利用する。

## 合意のある形態と合意のない形態の割合
2008年に農村部10か村で行われた調査によると、全体の婚姻で女性がインタビューに応じた件数（52%・75件）のうち、その年に行われた合意のあるアラ・カチュー（駆け落ちとしてのアラ・カチュー）は、17%だった。これに対し、合意のないアラ・カチューは51%だった。研究者のクラインバックおよび活動家のBabaiarovaらが、これらの村落に1年の教育を実施したところ、駆け落ちは22%に上昇し、合意のない形態は27%に減ったという。
2010年から2011年の都市部カラコルの調査では、駆け落ちとしてのアラ・カチューは一件もなく、すべてのアラ・カチューが合意のない形態だった（婚姻全体の45%）。クラインバックとBabaiarovaらが、大学などで1年の教育を実施したところ、婚姻全体に占める駆け落ちの割合がゼロから7%になり、合意のない形態は24%に減ったという。

## 創作
2004年にはカナダの映画監督であるPeter Lomがアラ・カチューに関するドキュメンタリー映画を制作した。この映画はこの現象に焦点を当てたセミナーにて上映された。2007年には映画『盗まれた花嫁』が公開された。本作では幸せな結婚に繋がる誘拐婚について描いており、監督のエルネスト・アブドジャパロフはこの事象を文化と呼んでいる。2019年にはキルギスの公共放送局にてアラ・カチューの後の恋愛を扱ったテレビシリーズ『Акшоола』を放映した。シリーズのディレクターであるЫрыс Океноваは女性は男性に対しもより慎重になる必要があると述べている。2019年の秋ビシュケクとオシの映画配給で誘拐婚とその社会的圧力について芸術的に描いた映画『Жамгырдан кийин』（雨上がり）が公開された。2020年6月にはアラ・カチューに抗うスマートフォン向けゲームがリリースされた。また同年にはMaria Brendleにより映画『Ala Kachuu - Take and Run』（仮題：アラ・カチュー 誘拐結婚）が公開された。映画の製作費用はクラウドファンディングによって集められた。本作はアメリカ合衆国ロード・アイランド州のThe Marlyn Mason Award 2020で大賞を受賞したほか、2020 Film Pittsburgh Fall Festivalにて審査員賞のうちBest Narrative Short Winnerを受賞した。